# 위키문헌
위키문헌(-文獻, 영어: Wikisource)은 위키미디어 재단이 운영하는 자유 콘텐츠 문헌의 온라인 위키 기반 디지털 도서관이다. 위키문헌 프로젝트의 목표는 모든 사람들이 자유로이 쓸 수 있는 정보자료를 한 곳에 모으는 것이다. 자비 출판 문서나 서적을 올리는 것은 허용되지 않는다.
2008년에는 쾰른 도서관에 소장된 모든 도서가 위키문헌 독일어판에 업로드되었다. 또한, 2012년에는 미국 미국 국립문서기록관리청에 보관된 저서가 위키문헌 영문판에 업로드되는 등 정부 및 공공기관이 문서 기부를 하고 있다.

## 한국어 명칭 변경
본래 한국어 위키문헌 공동체에서는 Wikisource의 한국어명을 위키자료집(-資料集)이라고 명명했었다. 그러나 파일 자료실로 오해하는 사용자가 나오는 등의 문제가 있었다. 그래서 2008년 10월 공동체 내부에서 위키문헌으로 변경하기로 결정하였다. 그 후 2009년 5월에 명칭 변경이 완료되었다.

## 같이 보기
- 틀:위키문헌

## 참고 문헌
- Danny Wool on Wikisource (Wikimedia Foundation article).
- A personal perspective on the history of Wikisource by Angela Beesley
- Early discussions and plans for the project (Meta)